# 資訊處理語言
资讯处理语言（英語：Information Processing Language，缩写为IPL），一种程式语言，于1954年由艾伦·纽厄尔、克里夫·肖（Cliff Shaw）、赫伯特·西蒙等人于兰德公司与卡内基技术学院研发。它被认为是史上第一个用于人工智慧（早期的基于符号处理的人工智能领域，以图灵测试为目标。此领域中有些研究者持有观点：“符号演算系统可以衍生出智能。”）的程式语言，启发了LISP。